# مسقعة
المسقعة أو المصقعة أو المغمور أو التبسي هي طبق أساسه من الباذنجان أو البطاطس مع البصل، غالباً ما تحتوي على اللحم المفروم في المطبخ العثماني، وهي منتشرة في الشرق الأوسط وأوروبا، يُقال أنها مصرية الأصل والبعض يقول أنها شامية وفي منشئها اختلاف والصحيح أن أصلها يوناني أو تركي وانتقلت بعدها للشرق الأوسط في أواخر القرن التاسع عشر الميلادي. تعرف في مصر والسعودية وفلسطين بالمسقعة، وفي سوريا تسمى المطبق وفي لبنان وفلسطين يُضاف إليها الحمص، وإذا أدخل عليها الخضار صارت تعرف بالمغمور. وفي العراق تسمى بالتبسي.
تختلف مكوناتها من بلد لآخر وطريقة أكلها وتقديمها، ففي بعض الدول العربية تُقدم فيها باردة وفي اليونان تضاف على المكونات الأساسية اللبن والخيار والجبنة. وفي مصر يوجد نوعان من المسقعة إما أن تكون في الفرن بطبقات من الباذنجان المقلي بينها طبقة من اللحم المفروم مغطاة بالبشاميل وتقدم مع الأرز في الغالب، أو على شكل قطع باذنجان متراكمة على بعضها وتكون نباتية أو مع لحم مفروم أو قطع لحم، وتقدم المسقعة النباتية مع الخبز في الغالب أما في تركيا فتُعد عن طريق القلي وتُقدم بالكسرولة وتؤكل عندما تبرد إلى حرارة الغرفة. العديد من طرق التحضير تتضمن تغطية المسقعة بالبيض أو بالبشاميل.

## التسمية

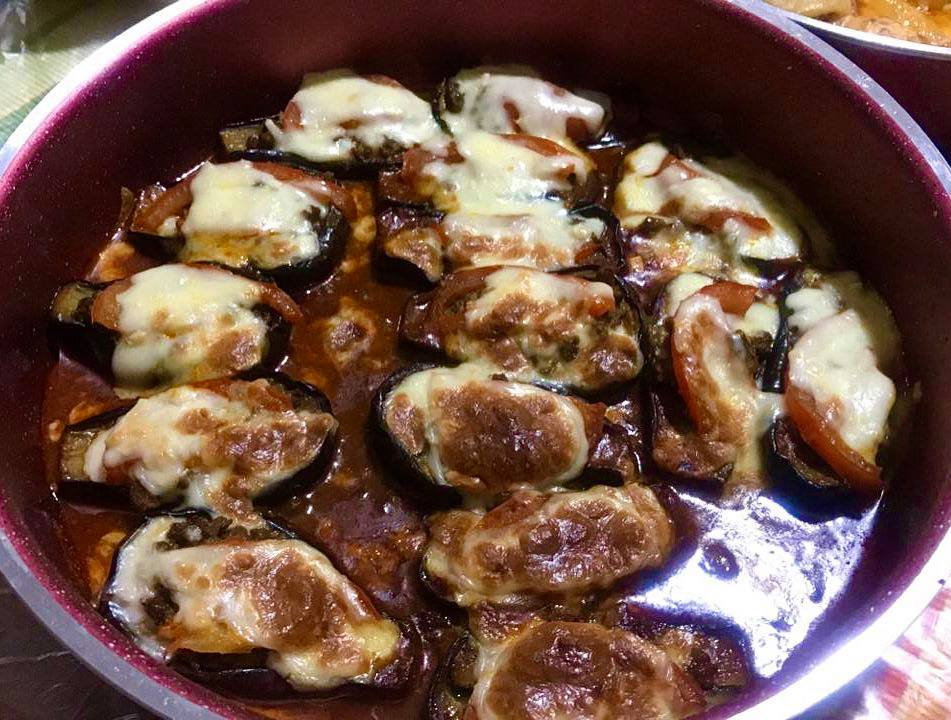
صورة لأكلة (المسقعة) الشامية المصنوعة من الباذنجان واللحمة المفرومة ويضاف عليها مرقة الطماطم وتزين بالجبن المبروش

المسقعة في اللغة العربية تحريف من كلمة مُصَقَّعَة، والمُصَقَّع من الفعل صَقَعَ وهو صيغة مبالغة على صيغة مُفَعَّل. فجاء أصل الكلمة من الصقيع وهو التبريد، حيث أن المسقعة تُقدم باردة في غالبية الدول العربية.